# Bodommordene
Bodommordene blev begået ved den lille Bodomsø nær Espoo 22 km vest for Helsinki i Finland i 1960. Natten til den 4. juni 1960 blev fire teenagere overfaldet, da de camperede. Tre af dem blev stukket ihjel med en kniv og den fjerde blev såret. Den overlevende, Nils Gustafsson, blev i juni 2005 anklaget for at have myrdet sine venner. I oktober samme år blev han frikendt og alle anklager blev frafaldet. 

## Ofrene
- Maila Irmeli Björklund og Anja Tuulikki Mäki, begge 15 år.
- Seppo Antero Boisman, 18 år.

60°14′30″N 24°40′30″Ø / 60.241666666667°N 24.675°Ø